# Strada europea E46
La E46 è una strada europea che collega Cherbourg a Liegi. Come si evince dalla numerazione, si tratta di una strada intermedia con direzione ovest-est.

## Percorso
La E46 è definita con i seguenti capisaldi di itinerario: "Cherbourg - Caen - Rouen - Reims - Charleville-Mézières - Liegi".